# His Best Friend (film 1913)
THis Best Friend è un cortometraggio muto del 1913 diretto da Barry O'Neil.

## Produzione
Il film fu prodotto dalla Lubin Manufacturing Company.

## Distribuzione
Distribuito dalla General Film Company, il film - un cortometraggio in due bobine - uscì nelle sale USA l'11 dicembre 1913.